# Zero 7
Zero 7 é um grupo britânico de trip-hop. Formado por Henry Binns e Sam Hardaker, conta com as vozes de Mozez, Sia Furler, Tina Dico, Sophie Barker, José González, e Henry Binns que tem a primeira participação no terceiro álbum, The Garden.

## Integrantes
- Henry Binns
- Sam Hardaker

### Colaboradores
- Sia Furler (Vocal)
- José González (Vocal)
- Eddie Stevens (teclado)
- Rob Mullarkey (baixo)
- Dedi Madden (guitarra)
- Tom (Bateria)
- Sophie Barker (Vocal)
- Tina Dico (Vocal)

## Discografia
- Simple Things (2001)
- Another Late Night (2002)
- When It Falls (2004)
- The Garden (2006)
- Yeah Ghost (2009)